# 北市镇 (兴业县)
北市镇，是中华人民共和国广西壮族自治区玉林市兴业县下辖的一个乡镇级行政单位。

## 行政区划
北市镇下辖以下地区：
北市村、钦善村、万龙村、宏福村、院垌村、洋塘村、垌心村、长华村、福德村、兴福村、旺石村、水田村和福田村。